# Trichomanes collariatum
Trichomanes collariatum là một loài thực vật có mạch trong họ Hymenophyllaceae. Loài này được Bosch miêu tả khoa học đầu tiên năm 1859.